# FC Pommern Stralsund
Maillots
Le FC Pommern Stralsund est un club sportif allemand localisé dans la ville de Stralsund, dans le Mecklembourg-Poméranie-Occidentale.

## Histoire

### De 1860 à 1945
Le cercle fut fondé le 17 août 1860 comme club masculin sous le nom de Turn-und Sport-Verein Stralsund. En 1899, le cercle ouvrit une section féminine. Le club se développa et atteignit près de 1100 membres dans les années 1930.
En 1924 et 1930, le TSV 1860 Stralsund eut une section football qui joua dans les séries régionales.
En 1945, le club allemand fut dissous par les Alliés, (voir Directive n°23). Il fut reconstitué en 1946 sous l’appellation SG Stralsund.

### BSG Motor Stralsund

Ancien logo du BSG Motor Stralsund

Le 27 septembre 1948, le SG Stralsund fut renommé BSG Volkswerft Stralsund. Peu après il devint le BSG Anker Stralsund puis en 1952 fut renommé BSG Motor Stralsund.
Le cercle se développa de manière importante et compta plus de 20 sections différentes en 1955. Le nombre de membre passa de 689 en 1955, à plus de 1.300 1960 pour atteindre 2.395 personnes en 1980. Les sections les plus glorieuses furent celles consacrées à l’Haltérophilie et à la Lutte.
La section football du BSG Motor Stralsund joua de nombreuses saisons dans la Bezirksliga Rostock, au 3e niveau de la hiérarchie est-allemande. Il fut le club le plus souvent champion de cette ligue avec 6 championnats remportés.
Durant l’été 1989, le club engloba l’ASG Vorwärts Stralsund.

### ASG Vorwärts Stralsund
Le club fut créé, à Parow, au Nord de Stralsund, en 1952 autour des membres de la police maritime et fut appelé SV Sturmvogel Parow.

#### ASK Vorwärts Rostock

Ancien logo de l’ASK Vorwärts Rostock

En 1954, la police maritime fut transférée à Rostock et prit le nom de SV KVP Vorwärts Rostock. Deux ans plus tard, la section football atteignit la Bezirksliga Rostock, une ligue située, à cette période, au 4e niveau de la hiérarchie est-allemande.
Après la fondation, le 1er octobre 1956 de l’Armeesportvereinigung (ASV) Vorwärts, le SV KVP Vorwärts Rostock fut renommé Armeesportklub (ASK) Vorwärts Rostock. Un an plus tard, celui-ci monta en  II. DDR-Liga, puis en 1962, il accéda à la I. DDR-Liga, soit la Division 2 de la DFV.
Durant la saison 1962-1963, la section football de l’ASK Vorwärts Rostock devint indépendant sous l’appellation d’Armeesportgemeinschaft (ASG) Vorwärts Rostock-Gehldorf.
À la fin de la saison 1966-1967, le 21 juillet 1967, dans le cadre de la restructuration de l’Armeesportvereinigung (ASV) Vorwärts, l’ASG Vorwärts Rostock-Gehldorf fut envoyée à Stralsund et joua la saison suivante sous l’appellation d’ASG Vorwärts Straslund.
En 1971, un nouveau Vorwärts Rostock-Gehlsdorf fut refondé, mais cette équipe ne dépassa jamais les ligues inférieures. Après la réunification allemande, le club prit le nom de Rostocker SV Sturmvogels mais il fut dissous en 1993.

#### ASG Vorwärts Stralsund

Ancien logo de l’ASV Vorwärts Stralsund

Pour la saison 1967-1968, le Vorwärts Stralsund reprit donc la place occupée en DDR-Liga. En 1971, le club remporta le titre du Groupe Nord et monta en DDR-Oberliga, l’élite est-allemande.
En 1973, Vorwärts Stralsund remporta son groupe en Division 2 (celle-ci était passée de 2 à 5 séries), mais ne réussit pas à monter via le tour final. L’année suivante, par contre, il décrocha à nouveau le droit de rejoindre la plus haute division, où il ne resta encore une fois qu’une saison.
Vorwärts Stralsund continua de jouer les premiers rôles dans en DDR-Liga, Groupe A. Il remporta encore ce groupe en 1977 et en 1982 mais sans réussir à monter lors du tour final. Le club fut aussi cinq fois vice-champion fois (1976, 1978, 1979, 1980, 1981).
Après 1982, tout en restant parmi les six premiers, le cercle se fit plus discret quant aux toutes premières places. Durant l’été 1989, le club arrêta ses activités et fut englobé dans le BSG Motor Stralsund.
Pour la saison 1989-1990, la place en DDR-Liga, Groupe A fut donc reprise par le BSG Motor Stralsund (qui avait fini le championnat précédent à la 6e place de la Bezirksliga Rostock).

### TSV 1860 Stralsund

Ancien logo du BSG Motor Stralsund

Dans le courant du championnat 1989-1990, la Division 2 est-allemande, la DDR-Liga fut rebaptisée NOFV-Liga.
Mais redevenu un organisme civil et devant donc subvenir lui-même à son financement, le club reprit le nom historique de TSV 1860 Stralsund ne put ternir sa place et déclara forfait en milieu de saison.
À la fin de l’été 1991, le club se retrouva en Verbandsliga Mecklemburg-Vorpommern, soit au 4e niveau du football allemand réunifié. Il termina vice-champion de cette ligue en 1993, derrière le 1. FSV Schwerin.
À la fin de la saison 1993-1994, le 29 mars 1994, la section football du TSV 1860 Stralsund devint un club indépendant et prit le nom de FC Pommern Stralsund.

### FC Pommern Stralsund
Jusqu’au terme de la saison 2005-2006, le club évolua en Verbandsliga Mecklemburg-Vorpommern. Il fut alors relégué en Landesliga Mecklemburg-Vorpommern, une ligue à ce moment situé au 6e niveau de la hiérarchie du football allemand.
Le FC Pommern fut vice-champion en Landesliga Mecklemburg-Vorpommern, Groupe Ost, en 2008. Cette ligue recula au 7e niveau à la suite de l’instauration de la 3. Liga.
En 2010-2011, le FC Pommern Stralsund évolua en Verbandsliga Mecklemburg-Vorpommern, soit le 6e niveau de la DFB

## Palmarès
- Champion de Bezirksliga Rostock: 1955, 1957,1960, 1966, 1978, 1983.

## Localisation

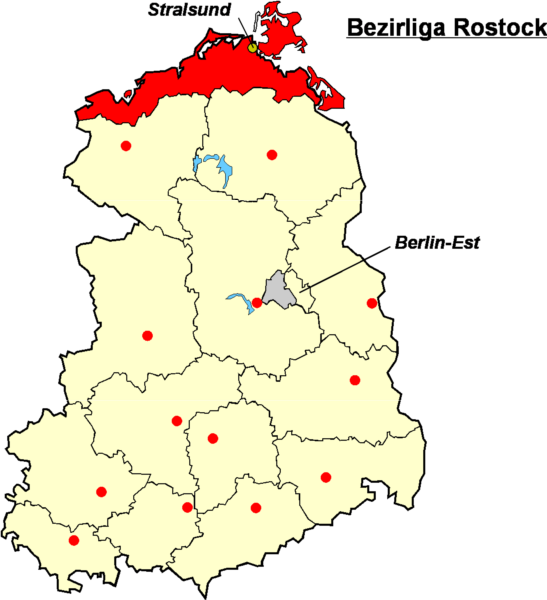
Localisation de Stralsund dans la "Berziksliga Rostock"